# Ин-кварто

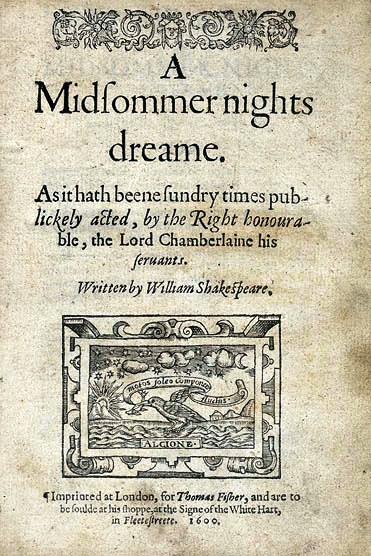
Титульный лист первого издания ин-кварто комедии У. Шекспира «Сон в летнюю ночь», 1600

Ин-ква́рто (лат. in quarto «в четвёртую часть листа», «в четвёртку» от лат. quartus «четвёртый») — полиграфический термин, обозначающий размер страницы в одну четверть типографского листа, краткие обозначения — 4° и 4to. На одном листе при этом помещается 4 листа (8 страниц) книги. Размеры страницы составляют 24,15 × 30,5 см. Термин также может относиться к печатным изданиям такого формата. Наиболее ранней из известных печатных книг в Европе, изданных ин-кварто, была Книга Сивилл (англ. Sibyllenbuch), отпечатанная, как полагают, Иоганном Гутенбергом в 1452—1453 годах до своей Библии и сохранившаяся в виде отрывка. В настоящее время издания ин-кварто редки (в основном это художественные альбомы).